# آتلانتا
آتلانتا (به انگلیسی: Atlanta) مرکز ایالت جورجیا در آمریکا و بزرگ‌ترین شهر آن است.

## جمعیت
محاسبات اداره آمار آمریکا در سال ۲۰۰۶ جمعیت کلان‌شهر آتلانتا را حدود ۵٬۴۷۸٬۶۶۷ تخمین زده‌است.

## اقتصاد
به دلیل رشد گسترده و توانمندی اقتصادی، برخی از این شهر با عنوان «نیویورک جنوب» نام برده‌اند.
مرکز بزرگ‌ترین شرکت هواپیمایی جهان دلتا ایرلاینز در این شهر قرار دارد، و دفاتر اصلی شبکه سی‌ان‌ان و شرکت کوکاکولا، هوم دیپو، و یو پی اس نیز در آتلانتا برپاشده است.
فرودگاه اصلی این شهر فرودگاه بین‌المللی هارتسفیلد-جکسون آتلانتا از بزرگ‌ترین فرودگاه‌های جهان است. سازمان قطار سریع شهری آتلانتا و حومه نیز روزانه ۴۸۳۰۰۰ نفر جابجا می‌کند.

## مراکز علمی و فرهنگی
سه دانشگاه مطرح این شهر دانشگاه جورجیا تک، دانشگاه ایالتی جورجیا، و دانشگاه اموری می‌باشند.
کتابخانه و موزه جیمی کارتر و کاپیتول ایالت جورجیا نیز در اینجا قرار دارند.

## حمل و نقل
شالوده حمل و نقل شهر آتلانتا چند شبکه دارد: مترو مارتا (MARTA)، یک تراموای خیابانی، چندین اتوبان بین ایالتی، ۷۲ کیلومتر جاده دوچرخه، و شلوغ‌ترین فرودگاه بر روی زمین، فرودگاه بین‌المللی هارتسفیلد-جکسون آتلانتا (Hartsfield Jackson International Airport). عمده‌ترین وسایل حمل و نقل ساکنان آتلانتا ماشین است، به دلیل ساختار شهری بسیار غیر متمرکز این شهر و کمبود گزینه برای حمل و نقل جایگزین. خارج از مرکز شهر، چند شهرستان به منظور تأمین مالی حمل و نقل عمومی توافق کرده‌اند؛ بنابراین، سرویس قطار فقط در مرکز شهر در دسترس است. در عوض، مسافران به شهرستانهای آتلانتا باید با ماشین شخصی سفر کنند. توسعه مترو مارتا (MARTA) وابسته به تغییر در نظر مقام‌های شهرستانها در اطراف آتلانتا است. متأسفانه، از ترس فقر پایین‌شهری آتلانتا و یک میراث طولانی تبعیض نژادی، برنامه‌های توسعه قطار بلافاصله بی‌مصرف می‌شوند. تا زمانی که یک طرح تصویب بشود، جاده‌های آتلانتا در میان انباشته‌ترین جاده‌های آمریکا می‌مانند.

## مترو
متروی آتلانتا در سال ۱۹۷۹ تأسیس شده و هم‌اکنون دارای ۴ خط و ۳۸ ایستگاه می‌باشد.

## ورزش
تیم آتلانتا بیت و نیز تیم فوتبال آمریکایی آتلانتا فالکونز و تیم بسکتبال ان بی ای آتلانتا هاوکز از این شهرند.